# هانس شينك
هانس شينك (بالهولندية: Hans Schenk)‏ هو أستاذ جامعي واقتصادي هولندي، ولد في 2 سبتمبر 1949.